# Nuove strade Anas (1-99)
Le strade che, attualmente, non fanno più parte dell'Anas ma che sono gestite da regioni, province o comuni sono contrassegnate dalla dicitura ex davanti al simbolo; c'è però da tenere presente che, per quasi tutte le strade, l'attuale competenza ANAS è ridotta rispetto alla lunghezza originale dell'arteria stessa: le strade che sono in parte gestite dall'ANAS e in parte da altri enti non sono contrassegnate dalla scritta ex.
| Numero | Denominazione                                         | Lunghezza | Capisaldi ufficiali di itinerario | Percorso |
| ------ | ----------------------------------------------------- | --------- | --- | -------- |
| ex     | Tangenziale Ovest di Lucera                           | 3,878 km  | Innesto con la S.S. n. 17 presso Lucera - Innesto con la ex S.S. 160 presso Lucera Classificata come SS 692 |          |
| ex     | Siena-Bettolle                                        | 44,710 km | Innesto con la S.S. n. 223 presso Siena - Innesto con il RA 6 presso Bettolle Classificata come SS 715 |          |
| ex     | Raccordo autostradale di Pistoia                      | 5,080 km  | Innesto su S.S. n. 64 a nord di Pistoia - Svincolo autostrada A11 a sud di Pistoia Classificata il 21/07/2010 come SS 716 |          |
| ex     | Arezzo-Battifolle                                     | 7,900 km  | Arezzo - Svincolo A1 presso Battifolle Classificata come SS 679 |          |
| ex     | San Zeno-Monte San Savino                             | 14,700 km | Innesto S.S. n. 73 presso San Zeno - Monte San Savino Classificata come SS 680 |          |
|        | Raccordo Semianulare di Arezzo                        | 0,650 km  | Innesto su S.S. n. 71 presso Arezzo - Arezzo |          |
| ex     | Asse del Belice                                       | 6,000 km  | Innesto su S.S. n. 119 presso Cantoniera La Piana - Innesto su S.P.Santa Ninfa-Partanna Classificata come SS 119 dir |          |
| ex     | Licodia Eubea-Libertinia                              | 13,300 km | Innesto con la S.S. n. 514 presso Grammichele - Innesto con la S.S. 124 presso Caltagirone Classificata come SS 683 |          |
| ex     | di Verrone                                            | 5,140 km  | Innesto su S.S. n. 230 presso Verrone - Aeroporto di Cerrione - Innesto su ex S.S. n. 143 presso Magnonevolo |          |
| ex     | Cimpiello (A28-SS 13)                                 | 3,754 km  | Svincolo Cimpello su A28 - Innesto con S.S. 13 al km 85+500 presso Pian di Pan Classificata come RA 16 |          |
| ex     | Villesse (A4) - Gorizia-Sant'Andrea                   | 17,272 km | Svincolo Villesse su A4 - Confine di stato presso Gorizia Classificata come RA 17 |          |
| ex     | Tangenziale Nord di Parma                             | 12,200 km | Innesto su S.S. n. 9 a est di Parma - Innesto su S.S. n. 9 a ovest di Parma Classificata come parte della SS 9 var |          |
| ex     | Tangenziale Sud di Parma                              | 7,700 km  | Innesto con la NSA 16 in località San Pancrazio - Innesto con la S.P. n. 56 a sud di Parma Classificata come SS 9 var/A |          |
| ex     | Tangenziale Ovest di Parma                            | 6,600 km  | Innesto con la NSA 16 al km 12+200 - Innesto con la S.S. n. 9 al km 214+800 Classificata come parte della SS 9 var |          |
| ex     | Variante di Reggio Emilia                             | 10,166 km | Innesto con la S.S. n. 9 a est di Reggio Emilia - Innesto con la S.S. n. 9 a ovest di Reggio Emilia In parte classificata come SS 722, in parte ceduta al comune di Reggio Emilia |          |
| ex     | Asse Attrezzato del Porto di Ancona                   | 0,900 km  | Porto di Ancona - Viale Marconi (Ancona) Classificata come SS 681 |          |
| ex     | di Pianello                                           | 5,500 km  | Innesto con la S.S. n. 3 bis presso Lidarno - Innesto con la S.S. n. 318 presso Pianello Classificata come parte della SS 318 |          |
| ex     | di Pianello - diramazione Petrignano                  | 2,056 km  | Innesto con la NSA n. 22 presso Sant'Egidio - Innesto con la S.P. n. 248 presso Petrignano Classificata come SS 318 dir |          |
| ex     | Tangenziale Est di Asti                               | 6,700 km  | Innesto su S.S. n. 231 presso Asti - Innesto su ex S.S. n. 457 presso Portacomaro Classificata come SS 706 |          |
| ex     | Diramazione per l'Aeroporto Malpensa                  | 28,000 km | Innesto con la S.S. n. 336 (km 10+800) - Svincolo con la ex S.S. n. 527 presso Lonate Pozzolo - Innesto con la ex S.S. n. 11 presso Magenta Classificata come SS 336 dir |          |
| ex     | Diramazione A per l'Aeroporto Malpensa                | 2,200 km  | Innesto con la NSA n. 26 - Innesto con la S.S. n. 341 Classificata come SS 336 dir/A |          |
| ex     | delle Tre Valli Umbre                                 | 7,000 km  | Innesto con la ex S.S. 209 presso Sant'Anatolia di Narco - Innesto con la S.S. n. 3 in località Cortaccione/Eggi Classificata come SS 685 |          |
| ex     | delle Tre Valli Umbre                                 | 7,000 km  | San Chiodo di Spoleto - Innesto con la S.S. n. 418 presso San Giovanni di Baiano Classificata come SS 685 |          |
| ex     | Tangenziale Ovest di Bra                              | 5,300 km  | Innesto su S.S. n. 661 presso Madonna dei Fiori - Innesto su S.S. n. 231 presso Bricco de Faule (Cherasco) Classificata come SS 702 |          |
|        | di Montereale Valcellina                              | 4,861 km  | Innesto con la S.P. n. 19 presso Montereale Valcellina - Innesto con la S.P. n. 69 presso Vajont Capisaldi da verificare |          |
|        | di Montereale Valcellina                              | 1,229 km  | Innesto con la S.P. n. 19 presso Montereale Valcellina - Innesto con la NSA n. 30 Capisaldi da verificare |          |
| ex     | Nuova Vesuviana                                       | 4,404 km  | Innesto con la S.S. n. 268 presso Somma Vesuviana - Innesto con la S.P. n. 57 presso Ottaviano Classificata come parte della SS 268 |          |
| ex     | Tangenziale Sud di L'Aquila                           | 3,590 km  | Innesto con al S.S. n. 17 presso L'Aquila - innesto con la S.P. Mausonia presso L'Aquila Classificata come SS 684 |          |
| ex     | Variante Tito-Brienza                                 | 15,600 km | Innesto su S.S. n. 95 presso Tito - Innesto su S.S. n. 95 presso Brienza Classificata come SS 95 var |          |
|        | ex SS 659 (Variante di Crevoladossola-Oira)           | 3,650 km  | Innesto con la S.S. n. 659 al km 0,900 presso Crevoladossola - Innesto con la S.S. n. 659 presso Oira Consegnata alla Provincia del Verbano Cusio Ossola |          |
| ex     | ex SS 131 (Variante località Fangario)                | 8,650 km  | Innesto con la S.S. n. 131 al km 6,100 presso Sestu - Innesto con la S.S. n. 131 al km 14,750 presso Sestu Consegnata al comune di Sestu |          |
| ex     | ex SS 77 (Variante di Ponte Santa Lucia)              | 0,440 km  | Innesto con la S.S. n. 77 al km 8,860 presso Ponte Santa Lucia - Innesto con la S.S. n. 77 al km 9,300 presso Ponte Santa Lucia Consegnata al comune di Foligno |          |
| ex     | ex SS 124 (Variante di Buccheri)                      | 8,800 km  | Innesto con la S.S. n. 124 al km 55,000 - Innesto con la S.S. n. 124 al km 63,800 Consegnata ai comuni di Buccheri e di Vizzini |          |
|        | del Monte Sabotino                                    | 3,159 km  | San Floriano del Collio - Salcano Strada percorribile esclusivamente provenendo dal territorio sloveno |          |
| bis    | del Monte Sabotino                                    | 3,300 km  | piste di sorveglianza |          |
| ex     | di Sistiana                                           | 1,065 km  | Svincolo di Sistiana dell'A4 - Innesto con la S.S. n. 14 presso Sistiana |          |
| ex     | di Verona                                             | 5,185 km  | Innesto su S.S. n. 62 - Centro abitato di Verona Consegnata al comune di Verona |          |
| ex     | di Ferrara                                            | 1,360 km  | Svincolo di Ferrara Nord dell'Autostrada A13 - Innesto su S.S. n. 496 Classificata come SS 723 |          |
| ex     | di Varese                                             | 3,450 km  | Rotatoria di Vedano Olona - Varese Classificata come SS 712 |          |
| ex     | di Portogruaro                                        | 1,570 km  | Innesto su S.S. n. 53 presso Villa - Innesto su S.S. n. 251 a nord di Portogruaro presso il casello dell'A4 Classificata come SS 14 var |          |
| ex     | Pedemontana delle Marche                              | 4,854 km  | Innesto con la S.C. Selva Nera presso San Martino in Selva Nera - Lunano Classificata come SS 687 |          |
| ex     | Tangenziale Nord di Modena e diramazione per Sassuolo | 15,620 km | 1° tronco: innesto su S.S. n. 12 a Modena - innesto su S.S. n. 9 a Modena 2° tronco: innesto su S.C. presso Cognento - innesto su S.P. presso Baggiovara 3° tronco: innesto con la ex S.S. n. 486 presso Formigine - rotatoria con ex S.S. n. 467 presso Fiorano Modenese Classificata come SS 724 |          |
| ex     | Tangenziale Sud di Modena                             | 5,000 km  | Svincolo con la NSA 72 (km 9+100) - Svincolo con la S.S. n. 12 al km 172+800 Classificata come SS 724 dir |          |
| ex     | Asse Viario Cispadano                                 | 3,700 km  | Innesto su S.P. "San Carlo-Poggio Renatico" in località Gozzi - Innesto sulla via Quattro Torri Consegnata alla Provincia di Ferrara |          |
| ex     | Raccordo Como Nord                                    | 2,100 km  | Innesto presso Como con la S.S. n. 340 - Innesto presso Como con la A9 Classificata come SS 708 |          |
| ex     | Raccordo Como Sud                                     | 0,705 km  | Innesto presso Como - Innesto presso Como con la A9 Consegnata al comune di Como |          |
| ex     | Tangenziale Est di Canicattì                          | 5,200 km  | Innesto su S.S. n. 122 a nord di Canicattì - Innesto su S.S. n. 123 a sud di Canicattì Classificata come SS 122 ter |          |
| ex     | Licata-Braemi                                         | 27,800 km | Innesto su S.S. n. 123 presso Licata - Innesto su S.S. n. 190 presso Trabia Miniere Classificata come SS 626 dir |          |
| ex     | Tangenziale di Piacenza                               | 7,210 km  | Innesto su S.S. n. 45 in località La Verza - Casello di Piacenza sud dell'A21 Classificata come SS 725 |          |
| ex     | del Calich                                            | 4,150 km  | Innesto su S.P. "due Mari" - Innesto su S.S. n. 291 (km 33+000) Classificata come SS 291 dir |          |
| ex     | ex SS 7 (Variante di Terracina)                       | 2,792 km  | Innesto con la ex S.S. n. 7 al km 103,208 - Innesto con la ex S.S. n. 7 al km 106,000 Classificata come SS 7 dir/B |          |
| ex     | Tangenziale Est di Novara                             | 15,636 km | Innesto su S.S. n. 32 presso Argine - Innesto su ex S.S. n. 11 presso Novara Classificata come SS 703 |          |
| ex     | di San Piero a Grado                                  | 1,300 km  | Innesto su Raccordo "S. Piero a Grado-Pisa" - Innesto su S.P. "Del Mare"(provincia di Pisa) |          |
|        | ex SS 73 (Variante Molin Nuovo-Le Ville Monterchi)    | 1,598 km  | Innesto con la S.S. n. 73 presso Molin Nuovo - Innesto su S.S. n. 73 presso Le Ville Monterchi |          |